# Ria Percival
Ria Dawn Percival (* 7. Dezember 1989 in Brentwood) ist eine neuseeländische Fußballspielerin, die für Tottenham Hotspur WFC spielt und Rekordspielerin der neuseeländischen Nationalmannschaft der Frauen ist.

## Karriere

### Vereine
Nach Stationen in England bei Colchester United, Neuseeland bei Lynn-Avon United sowie in der nordamerikanischen W-League beim FC Indiana und Ottawa Fury wechselte Percival im Sommer 2011 in die deutsche Fußball-Bundesliga zum 1. FFC Frankfurt. Ihr Debüt für Frankfurt hatte sie am ersten Spieltag der Saison 2011/12 bei einem Heimsieg gegen die SG Essen-Schönebeck. Zum Ende der Saison 2011/12 verließ sie Frankfurt und unterschrieb am 9. Mai 2012 einen Vertrag beim FF USV Jena. Nach vier Jahren verlängerte Percival im Sommer 2016 ihren Vertrag nicht und verließ den FF USV Jena. Im Anschluss unterschrieb sie beim FC Basel, zu dem sie gemeinsam mit ihrer Mannschaftskollegin Stenia Michel wechselte. Mit Basel wurde sie in der Saison 2017/18 Vizemeister. Zur Saison 2018/19 wechselte sie zu West Ham United. Der Verein hatte für die FA Women’s Premier League für die neue Saison eine Lizenz erhalten. 2019 wechselte Percival zu Tottenham Hotspur.

### Nationalmannschaft
Percival spielte für die U-20-Auswahl ihres Landes bei den U-20-Weltmeisterschaften 2006 und 2008, schied dabei aber jeweils in der Vorrunde aus.
Ihr Debüt in der A-Nationalmannschaft gab sie am 14. November 2006 bei einem Spiel gegen China. Sie war Teil der Auswahlen ihres Landes bei den Fußball-Weltmeisterschaften 2007, 2011 und 2015 sowie bei den Olympischen Sommerspielen 2008 und Olympischen Sommerspielen 2012. Percival machte ihr 50. Länderspiel am 9. März 2011 im Alter von 21 Jahren und 94 Tagen, was sie zur jüngsten Spielerin in der Geschichte der neuseeländischen Nationalmannschaft machte, die diese Marke erreichen konnte.
Am 8. Februar 2015 machte sie beim 1:1 gegen Nordkorea als zweite Neuseeländerin nach Abby Erceg ihr 100. Länderspiel.
Auch für die Olympischen Spiele 2016 wurde sie nominiert. Percival wurde in den drei Gruppenspielen eingesetzt nach denen Neuseeland ausschied.
Am 25. November 2018 löste sie beim 10:0-Sieg gegen Fidschi im Rahmen der Fußball-Ozeanienmeisterschaft der Frauen 2018 mit ihrem 133. Länderspiel die zurückgetretene Abby Erceg als Rekordnationalspielerin Neuseelands ab. Die Neuseeländerinnen gewannen das Turnier mit fünf Siegen und erzielten dabei 43 Tore. Damit qualifizierten sie sich für die WM 2019 und die Olympischen Spiele 2020. Ende April 2019 wurde sie für die WM in Frankreich nominiert. Sie kam in den drei Gruppenspielen zum Einsatz, die knapp verloren wurden, so dass die Neuseeländerinnen ausschieden. Am 10. März 2020 bestritt sie im Spiel um Platz 3 des Algarve-Cup 2020 gegen Norwegen ihr 150. Länderspiel.
Von ihren bisher 15 Toren erzielte sie neun bei Ozeanienmeisterschaften (2007:2, 2010:4, 2014:2 und 2018:1), die sie mit ihrer Mannschaft jeweils gewann.
Sie wurde für die WM 2023 nominiert, kam in jedem der drei Spiele ihres Teams zum Einsatz und schied mit ihrer Mannschaft nach der Vorrunde aus.
Im April 2024 gab sie ihren Rücktritt aus der Nationalmannschaft bekannt.

## Erfolge
- Ozeanienmeister: 2007, 2010, 2014 und 2018

## Auszeichnungen
- Goldener Ball als beste Spielerin der Fußball-Ozeanienmeisterschaft der Frauen 2010[16]